# I'm Not Dead
I'm Not Dead is het vierde album van pop-/rock-artiest P!nk. Het album wordt gezien als een comeback-album, daarom ook de titel. Van het album zijn zes singles uitgebracht, Stupid Girls, Who Knew, U+Ur Hand, Nobody Knows, Dear Mr. President en Leave Me Alone (I'm Lonely). De singles zijn vooral populair in Europa en Australië. In totaal zijn van het album meer dan vijf miljoen exemplaren verkocht en het haalde in achttien landen goud en/of platina.

## Hitlijsten
I'm not dead is het vierde studio-album van de zangeres P!nk. in de eerste week van release zijn er 126.000 albums in de Verenigde Staten verkocht. I'm not dead scoorde daardoor minder in de Verenigde Staten dan haar derde album Try This (147.000 albums in de eerste week). I'm not dead debuteerde in de Nederlandse albumhitlijsten op nummer 9.
Eind 2006 is het album goud verklaard in de Verenigde Staten, er waren namelijk 627.712 albums verkocht. Pas in juni 2007 kreeg het een platina certificaat toen het 823,000 platen had verkocht, maar met ingekochte albums van 1 miljoen. In Engeland heeft I'm not dead de status 3 keer platina, namelijk 900.000 albums. In totaal zijn er in Engeland 1.000.000 albums verkocht.
Het album lekte uit op internet op 25 maart 2006, elf dagen voor dat het werd uitgebracht. Waarschijnlijk kwam het van de promotie-CD. Op 28 maart 2006 gaf MTV een preview van het album op haar website voor het programma The Leak waar iedereen kon luisteren naar het album voordat het uitkwam. Voordat Stupid Girls tot de eerste single was gekozen, werden er video's geschoten voor zowel Stupid Girls als U+Ur Hand, wat uiteindelijk de derde single zou worden. Stupid Girls werd een top 15-hit in de Verenigde Staten en top 5 in Engeland en Australië. In Nederland bereikte het de 9e positie. Stupid Girls was controversieel omdat het over de "domme" meisjes gaat die als voorbeeld werden gezien voor de jeugdige meisjes van nu. P!nk werd uitgenodigd door Oprah Winfrey om bij haar show te discussiëren over de "stupid girls epidemie". Een ander nummer op het album dat veel aandacht en kritiek kreeg was Dear Mr. President. Dit nummer is een open brief naar de Amerikaanse president George W. Bush. Ondanks de populariteit van het nummer zou het volgens P!nk (in een interview in Australië) geen single worden. P!nk wilde niet dat mensen dachten dat het een publiciteitsstunt zou zijn. Toch werd het nummer in december 2006 uitgebracht in België waar het de hitlijst binnenkwam op nummer 3.
Who Knew was de tweede single van het album, in maart 2006. Het bereikte geen positie in de hitlijsten in de Verenigde Staten, maar bereikte wel de top 10 in andere landen, inclusief Australië (#2) en Engeland (#5). In Nederland haalde het de 35ste positie. De video voor U+Ur Hand (de derde single) bereikte wel de #1 positie tijdens de Amerikaanse show MTV's Total Request Live, maar bereikte daar geen positie in de hitlijsten. Maar in andere landen in Europa en Australië werd het een top 10-hit. In Nederland bereikte het #31. De vierde single, Nobody Knows, werd uitgebracht buiten de Verenigde Staten in november 2006. De bonus-track Fingers werd gebruikt voor een reclame in Taiwan en Long Way To Happy (wat gaat over seksueel mishandelde kinderen) werd gedraaid tijdens een episode van MTV's The Hills. Door het succes van U + Ur Hand in Amerika bereikte Who Knew een nieuwe hitlijstpositie op 109. U + Ur Hand staat nu op #29 in de Billboard Hot 100.
| Hitlijst                          | Aanbieder                                    | Hoogste positie | Verkopen   | Verklaring |
| --------------------------------- | -------------------------------------------- | --------------- | ---------- | ---------- |
| Euro Chart                        | IFPI                                         | 1               | 2.700.000+ | 2x Platina |
| Australische Album Chart          | ARIA                                         | 1               | 500.000+   | 7x Platina |
| Duitse Album Top 50               | Media Control                                | 1               | 400.000+   | 2x Platina |
| Zwitserse Album Chart             | Media Control Europe                         | 1               | 60.000+    | 2x Platina |
| Oostenrijkse Album Chart          | Media Control Europe                         | 1               | 30.000+    | Platina    |
| Nieuw-Zeelandse Album Chart       | RIANZ                                        | 1               | 30.000+    | 2x Platina |
| Canadese Album Chart              | Nielsen SoundScan                            | 2               | 100,000+   | Platina    |
| Griekse Album Chart               | IFPI                                         | 2               | -          | -          |
| Verenigd koninkrijk Top 75 Albums | BPI/The Official UK Charts Company           | 3               | 1.145.000+ | 3x platina |
| Belgse Album Chart                | Ultratop / Nielsen                           | 3               | 50.000+    | Platina    |
| Noorse Album Chart                | VG Nett                                      | 4               | -          | -          |
| Nederlandse Album Chart           | Mega Charts BV                               | 4               | -          | -          |
| V.S. Billboard 200                | Billboard                                    | 6               | 1,060,000+ | Platina    |
| V.S. Billboard Digital Albums     | Billboard                                    | 7               | -          | -          |
| Estlandse Album Chart             | Pedrobeat                                    | 6               | 5.000+     | Goud       |
| Zweedse Album Chart               | GLF                                          | 7               | 30.000+    | Goud       |
| Franse Album Chart                | SNEP/IFOP                                    | 7               | 280,000+   | Platina    |
| Ierse Album Chart                 | IRMA                                         | 9               | 30,000+    | 2x Platina |
| Hongaarse Album Chart             | MAHASZ                                       | 9               | 6.000+     | Goud       |
| Deense Album Chart                | IFPI / Nielsen                               | 13              | 15,000+    | Goud       |
| Finse Album Chart                 | GLF                                          | 15              | 15.000     | Goud       |
| Tsjechische Album Chart           | IFPI                                         | 19              | -          | -          |
| Japanse Albums Chart              | Oricon                                       | 19              | 60.000+    | -          |
| Italiaanse Album Chart            | FIMI/Nielsen                                 | 31              | Goud       | 75.000+    |
| Poolse Album Chart                | ZPAV                                         | 39              | -          | -          |
| Wereldwijde verkopen              | Mediatraffic + 7,5 die niet meegeteld worden |                 | 5,800,000  |            |

## Titels
Het album bestaat uit de volgende nummers:
1. Stupid Girls (P!nk, Billy Mann, Robin Mortensen Lynch) - 3:17
2. Who Knew (P!nk, Max Martin, Lukasz Gottwald) - 3:28
3. Long Way to Happy (P!nk, Butch Walker) - 3:49
4. Nobody Knows (Mann, P!nk) - 3:59
5. Dear Mr. President (P!nk, Mann) featuring Indigo Girls - 4:33
6. I'm Not Dead (P!nk, Mann) - 3:46
7. 'Cuz I Can (P!nk, Martin, Gottwald) - 3:43
8. Leave Me Alone (I'm Lonely) (P!nk, Walker) - 3:18
9. U + Ur Hand (P!nk, Martin, Gottwald, Rami) - 3:34
10. Runaway (P!nk, Mann) - 4:23
11. The One That Got Away (P!nk, Mann) - 4:42
12. I Got Money Now (P!nk, Mike Elizondo) - 3:55
13. Conversations with My 13 Year Old Self (P!nk, Mann) - 3:50
14. Fingers (P!nk, Mann) - 4:13 (internationaal bonusnummer)
15. Centerfold (P!nk, Greg Kurstin, Cathy Dennis) - 3:20 (VK bonusnummer)
16. I Have Seen the Rain (James T. Moore) - 3:29 (verborgen nummer)

De bonus-DVD bevat:
1. Het hele album in 5.1 Surround Sound & Enhanced Stereo
2. Preview van de Live in Europe Concert dvd
3. Interview met P!nk
4. P!nk Presents: The Stupid Girls
5. Stupid Girls muziekvideo
6. Stupid Girls outtakes & bonusfoto's

De B-kantjes bij de singles zijn:
- Heartbreaker (bij Stupid Girls)
- Disconnected (bij Who Knew)
- Crash & Burn (bij U + Ur Hand)
- Words (bij Nobody Knows)

## Singles
| Jaar | Titel                       | VS positie | AUS positie | GB positie | NL positie | BE positie |
| ---- | --------------------------- | ---------- | ----------- | ---------- | ---------- | ---------- |
| 2006 | Stupid Girls                | 13         | 4           | 4          | 9          | 16         |
| 2006 | Who Knew                    | 20         | 2           | 5          | 35         | 30         |
| 2006 | U+Ur Hand                   | 9          | 5           | 10         | 31         | 20         |
| 2007 | Nobody Knows                | -          | 27          | 27         | 38         | -          |
| 2007 | Dear Mr. President          | -          | 5           | -          | 37         | 1          |
| 2007 | Leave Me Alone (I'm Lonely) | -          | 5           | 31         | -          | -          |
| 2007 | 'Cuz I Can                  | -          | 14          | -          | -          | -          |

- Nobody Knows was niet uitgebracht in Amerika en België (In België werd Dear Mr. President uitgebracht)
- Leave Me Alone (I'm Lonely) was niet uitgebracht in Nederland, Amerika, België en alleen als download in Engeland
- 'Cuz I Can werd alleen in Australië uitgebracht als download

## I'm Not Dead Tour
De "I'm Not Dead Tour" was in Amerika een kleine clubtour en in Europa en Australië een stadiontour. P!nk begon haar Noord-Amerikaanse I'm Not Dead Tour op 24 juni 2006 in Chicago (IL) en eindigde in Dallas (TX). Ze begon haar Europese tour op 8 september 2006 in Istanboel en eindigde op 21 december 2006 in Milaan. Haar Australische tour begon in april 2007 en eindigt in mei 2007. De Australische tour bestaat uit 36 optredens, waarvan de meeste zijn uitverkocht. De totale kaartverkoop lag op 307,000 kaarten. Dit maakt de Australische "I'm Not Dead Tour" een van de succesvolste tours in Australië. En de succesvolste vrouwelijke tour.
Per januari 2007 is P!nk op tournee met Justin Timberlake in de Verenigde Staten.
Onderstaande tabel is een incompleet overzicht van de data van de I'm Not Dead Tour:
| Datum         | Stad              | Land             | Venue                            |
| ------------- | ----------------- | ---------------- | -------------------------------- |
| Noord-Amerika |                   |                  |                                  |
| 24 juni       | Chicago           | Verenigde Staten | Bridgeview Stadium               |
| 25 juni       | Seattle           | Verenigde Staten | Seattle Center                   |
| 27 juni       | San Francisco     | Verenigde Staten | The Fillmore                     |
| 28 juni       | Los Angeles       | Verenigde Staten | The Avalon                       |
| 30 juni       | Las Vegas         | Verenigde Staten | Mandalay Bay                     |
| 1 juli        | Bonner Springs    | Verenigde Staten | Verizon Wireless Amphitheater    |
| 5 juli        | Minneapolis       | Verenigde Staten | First Avenue                     |
| 9 juli        | Indianapolis      | Verenigde Staten | The Vogue                        |
| 21 juli       | Cleveland         | Verenigde Staten | House of Blues                   |
| 13 juli       | Toronto           | Canada           | Kool Haus                        |
| 15 juli       | Philadelphia      | Verenigde Staten | Electric Factory                 |
| 16 juli       | Washington        | Verenigde Staten | 9:30 Club                        |
| 18 juli       | Boston            | Verenigde Staten | Avalon Ballroom                  |
| 19 juli       | New York          | Verenigde Staten | Webster Hall                     |
| 21 juli       | Myrtle Beach      | Verenigde Staten | House of Blues                   |
| 22 juli       | Atlanta           | Verenigde Staten | Atlantic Station Park Star       |
| 24 juli       | Fort Lauderdale   | Verenigde Staten | Revolution                       |
| 26 juli       | Lake Buena Vista  | Verenigde Staten | House of Blues                   |
| 28 juli       | Houston           | Verenigde Staten | Warehouse Live                   |
| 29 juli       | Dallas            | Verenigde Staten | Gypsy Tea Room                   |
| Europa        |                   |                  |                                  |
| 8 september   | Istanboel         | Turkije          | Parkorman                        |
| 9 september   | Jesolo            | Italië           | Spiaggia Del Faro                |
| 27 september  | Zürich            | Zwitserland      | Hallenstadion                    |
| 28 september  | Innsbruck         | Oostenrijk       | Olympia World                    |
| 1 oktober     | Antwerpen         | België           | Sportpaleis                      |
| 3 oktober     | Birmingham        | Engeland         | National Indoor Arena            |
| 4 oktober     | Londen            | Engeland         | Wembley Arena                    |
| 7 oktober     | München           | Duitsland        | Olympiahalle                     |
| 8 oktober     | Freiburg          | Duitsland        | Rothaus Arena                    |
| 10 oktober    | Berlijn           | Duitsland        | Max-Schmeling-Halle              |
| 11 oktober    | Hannover          | Duitsland        | TUI Arena                        |
| 12 oktober    | Neurenberg        | Duitsland        | Nuremberg Arena                  |
| 14 oktober    | Rotterdam         | Nederland        | Ahoy                             |
| 15 oktober    | Enschede          | Nederland        | Go Planet                        |
| 18 oktober    | Frankfurt am Main | Duitsland        | Arena                            |
| 19 oktober    | Keulen            | Duitsland        | Kölnarena                        |
| 20 oktober    | Oberhausen        | Duitsland        | König Pilsener Arena             |
| 22 oktober    | Leipzig           | Duitsland        | Leipzig Arena                    |
| 23 oktober    | Mannheim          | Duitsland        | SAP Arena                        |
| 25 oktober    | Kopenhagen        | Denemarken       | The Forum                        |
| 27 oktober    | Oslo              | Noorwegen        | Spektrum                         |
| 28 oktober    | Stockholm         | Zweden           | Hovet                            |
| 30 oktober    | Helsinki          | Finland          | Icehall                          |
| 31 oktober    | Tallinn           | Estland          | Saku Arena                       |
| 1 november    | Riga              | Letland          | Arena                            |
| 3 november    | Bazel             | Zwitserland      | Avo Sessions                     |
| 5 november    | Manchester        | Engeland         | Manchester Arena                 |
| 7 november    | Cardiff           | Wales            | Cardiff International Arena      |
| 10 november   | Newcastle         | Engeland         | Metro Radio Arena                |
| 11 november   | Nottingham        | Engeland         | Nottingham Arena                 |
| 13 november   | Plymouth          | Engeland         | Pavilions                        |
| 14 november   | Brighton          | Engeland         | Brighton Centre                  |
| 16 november   | Dublin            | Ierland          | Point Theatre                    |
| 17 november   | Belfast           | Noord-Ierland    | Odyssey Arena                    |
| 18 november   | Belfast           | Noord-Ierland    | Odyssey Arena                    |
| 20 november   | Aberdeen          | Schotland        | Aberdeen Arena                   |
| 21 november   | Aberdeen          | Schotland        | Aberdeen Arena                   |
| 23 november   | Glasgow           | Schotland        | SECC                             |
| 24 november   | Glasgow           | Schotland        | SECC                             |
| 26 november   | Brighton          | Engeland         | Brighton Centre                  |
| 27 november   | Bournemouth       | Engeland         | Bournemouth International Centre |
| 29 november   | Birmingham        | Engeland         | National Exhibition Centre       |
| 30 november   | Glasgow           | Schotland        | SECC                             |
| 2 december    | Sheffield         | Engeland         | Hallam FM Arena                  |
| 3 december    | Bournemouth       | Engeland         | Bournemouth International Centre |
| 4 december    | Londen            | Engeland         | Wembley Arena                    |
| 6 december    | Amsterdam         | Nederland        | Heineken Music Hall              |
| 7 december    | Amsterdam         | Nederland        | Heineken Music Hall              |
| 8 december    | Stuttgart         | Duitsland        | Schleyerhalle                    |
| 12 december   | Hamburg           | Duitsland        | Color Line Arena                 |
| 13 december   | Praag             | Tsjechië         | Sazka Arena                      |
| 15 december   | Zagreb            | Kroatië          | Cibona Hall                      |
| 16 december   | Salzburg          | Oostenrijk       | Arena                            |
| 17 december   | Genève            | Zwitserland      | Arena                            |
| 19 december   | Parijs            | Frankrijk        | Palais Omnisports de Paris-Bercy |
| 20 december   | Lyon              | Frankrijk        | Stade de Gerland                 |
| 21 december   | Milaan            | Italië           | Mazda Palace                     |
| Australië     |                   |                  |                                  |
| 18 april      | Perth             | Australië        | Challenge Stadium                |
| 19 april      | Perth             | Australië        | Challenge Stadium                |
| 20 april      | Perth             | Australië        | Challenge Stadium                |
| 22 april      | Adelaide          | Australië        | Adelaide Entertainment Centre    |
| 23 april      | Adelaide          | Australië        | Adelaide Entertainment Centre    |
| 26 april      | Melbourne         | Australië        | Rod Laver Arena                  |
| 27 april      | Melbourne         | Australië        | Rod Laver Arena                  |
| 28 april      | Melbourne         | Australië        | Rod Laver Arena                  |
| 30 april      | Sydney            | Australië        | Sydney Entertainment Centre      |
| 1 mei         | Sydney            | Australië        | Sydney Entertainment Centre      |
| 4 mei         | Brisbane          | Australië        | Brisbane Entertainment Centre    |
| 5 mei         | Brisbane          | Australië        | Brisbane Entertainment Centre    |
| 6 mei         | Gold Coast        | Australië        | Gold Coast Convention Centre     |
| 8 mei         | Newcastle         | Australië        | Newcastle Entertainment Centre   |
| 9 mei         | Newcastle         | Australië        | Newcastle Entertainment Centre   |
| 11 mei        | Sydney            | Australië        | Sydney Entertainment Centre      |
| 12 mei        | Sydney            | Australië        | Sydney Entertainment Centre      |
| 13 mei        | Sydney            | Australië        | Sydney Entertainment Centre      |
| 15 mei        | Melbourne         | Australië        | Rod Laver Arena                  |
| 16 mei        | Melbourne         | Australië        | Rod Laver Arena                  |
| 17 mei        | Adelaide          | Australië        | Adelaide Entertainment Centre    |
| 19 mei        | Canberra          | Australië        | AIS Arena                        |
| 20 mei        | Canberra          | Australië        | AIS Arena                        |
| 21 mei        | Newcastle         | Australië        | Newcastle Entertainment Centre   |
| 23 mei        | Wollongong        | Australië        | WIN Entertainment Centre         |
| 25 mei        | Brisbane          | Australië        | Brisbane Entertainment Centre    |

| Datum       | Stad    | Land          | Venue         | Aanwezigen   | Aanwezigen      | Aanwezigen      | Ticket opbrengst |
| Datum       | Stad    | Land          | Venue         | Tickets Sold | Tickets On Sale | Percentage Sold | Ticket opbrengst |
| ----------- | ------- | ------------- | ------------- | ------------ | --------------- | --------------- | ---------------- |
| 16 november | Dublin  | Ierland       | Point Theatre | 8,041        | 8,041           | 100%            | $397,650         |
| 17 november | Belfast | Noord-Ierland | Odyssey Arena | 18,528       | 18,528          | 100%            | $935,766         |
|             |         |               | TOTAAL        | 26,569       | 26,569          | 100%            | $1,333,416       |

### Recensies
- (nl) Planet Internet
- (en) Rolling Stone
- (en) The Guardian